# Ekots lördagsintervju
Ekots lördagsintervju (Lördagsintervjun) är ett radioprogram som sänds på lördagar i Sveriges Radio P1 sedan 1997. Programmet är knutet till Dagens eko (Ekot) och sänds i anslutning till Lunchekot. Ambitionen är att det ska vara direktsänt, men så är inte alltid fallet. Programmet läggs sedan mars 1997 ut på Sveriges Radios webbplats.
I programmet intervjuas viktiga makthavare, eller "personer vars idéer och beslut har betydelse för svenskt samhällsliv" enligt programmet självt, från framför allt Sverige men även andra länder. Programmets målsättning är att "göra en väl förberedd, kritiskt granskande utfrågning där den intervjuade har möjlighet att utveckla sin sak mera utförligt". Medverkan i Ekots lördagsintervju har ofta en stor påverkan på svensk inrikespolitisk debatt och citeras ofta av andra svensk medier, bland annat Tidningarnas Telegrambyrå. Gästerna bokas ofta ganska långt i förväg och de gånger gästerna är extra aktuella är det, enligt Monica Saarinen, ett sammanträffande.
Det första avsnittet sändes den 4 januari 1997 och hade dåvarande moderatledaren Carl Bildt som gäst. Från början sändes programmet klockan 13.05 med repris 20.05, men numera sänds det klockan 12.55–13.30 med repris 19.03–19.35.
Från början hade programmet två någorlunda fasta intervjuare, Inger Arenander och Thomas Hempel, men det ändrades senare till en intervjuare, som dessutom varieras. Tomas Ramberg ledde programmet till utgången av 2012. Han efterträddes under våren 2013 av Monica Saarinen. Andra intervjuare är eller har varit Mari Forssblad, Fredrik Furtenbach, Anders Holmberg, Anders Jonsson och Kristina Hedberg.
Programmets signaturmelodi är It don't mean a thing (if it ain't got that swing) i en tolkning av The Modern Jazz Quartet.